# Санта Луча (Кјети)
Санта Луча (итал. Santa Lucia) је насеље у Италији у округу Кјети, региону Абруцо.
Према процени из 2011. у насељу је живело 1141 становника. Насеље се налази на надморској висини од 93 м.